# Демерара-Ессекібо
6°48′44″ пн. ш. 58°10′12″ зх. д. / 6.8121° пн. ш. 58.1701° зх. д.
Колонія Демерара-Ессекібо була створена 28 квітня 1812 року, коли британці об'єднали колонії Демерара та Ессекібо в колонію Демерара-Ессекібо. 13 серпня 1814 року вони були офіційно передані Великій Британії. 20 листопада 1815 року Нідерланди ратифікували угоду. 21 липня 1831 року Демерара-Есекібо об'єдналася з колонією Бербіс, і таким чином було утворено Британську Гвіану.

## Огляд
У 1745 році з частини колонії Ессекібо була створена окрема голландська колонія Демерара. Демерара швидко стала успішнішою, ніж Ессекібо. Суперництво між колоніями призвело до створення в 1783 році об'єднаного політичного суду у Форт-Зеландії, і обома колоніями керував один і той же губернатор, однак існували два суди правосуддя, один для Демерари та один для Ессекібо. 28 квітня 1812 року дві колонії було офіційно об'єднано, однак як кінцева дата використовується 1815 рік, оскільки тільки ратифікація усунула останні правові перешкоди.
18 серпня 1823 року відбулося повстання рабів за участю понад 10 000 рабів, яке призвело до загибелі сотень рабів.
21 липня 1831 року Демерара-Есекібо об'єдналася з колонією Бербіс у Британську Гвіану.

## Валюта
Під час британського контролю колонія продовжувала використовувати голландську валюту, випускаючи монети номіналом від 3 біт до 3 гульденів. Монети з назвою колонії карбувалися з 1809 по 1835 рік. Нідерландська валюта була демонетизована після об'єднання і в 1839 році була замінена доларом Британської Гвіани.

## Адміністратори

### Віцегубернатори
- Джон Мюррей (1814—1824)
- Сер Бенджамін д'Урбан (1824—1831)